# 三村順一
三村 順一（みむら じゅんいち、1948年10月13日 - ）は、日本の映画監督、映画プロデューサー。

## 略歴
福岡県小倉市（現・北九州市）に生まれる。
早稲田大学を中退し、蔵原惟繕に師事。

## 代表作

### 映画
- キタキツネ物語（1979年、東宝東和） - ナレーション台本、作詞、チーフ助監督
- 象物語（1980年、東宝東和） - 原作・脚本
- ストロベリーロード（1990年、東宝、東京宝映） - プロデュース
- ビハインド・ザ・マスク（原作「タイガーマスク」、米国） - プロデュース
- ロスト・イン・タイム（米国） - プロデュース
- 漂流教室（原作「漂流教室」、米国） - プロデュース
- デス・ドライブ（米国） - プロデュース
- 東京ドール（米国） - プロデュース
- カーニバル・オブ・ウルブス（原作「狼達のカーニバル」、米国） - プロデュース
- シームレス（米国） - プロデュース
- 歌舞伎町案内人（2004年） - プロデュース
- Deep Love（2004年） - プロデュース
- 不良少年（ヤンキー）の夢（2005年） - プロデュース
- ハルウララ（2006年） - プロデュース
- あなたを忘れない（2007年） - プロデュース
- 僕たちのプレイボール（2010年） - 監督・共同脚本
- カルテット!（2011年） - 監督・共同脚本
- グッバイエレジー（2017年） - 監督・脚本

### テレビ
- 火曜サスペンス劇場（日本テレビ）
- 知られざる世界（日本テレビ）
- 驚異の世界（日本テレビ）
- たおやかな戦士達（日本テレビ） - 構成
- 僕たちアフリカ糞虫族（日本テレビ） - 構成・演出
- タンチョウ（電通・TBS） - 監督